# Marcel Leboutte
Marcel Jules Henri Leboutte (* 11. Mai 1880 in Spa; † 6. Dezember 1976 in La Gleize) war ein belgischer Fußballspieler.
Er war im Jahre 1900 als Mitglied des Fußballclubs der Université libre de Bruxelles Teilnehmer der Olympischen Sommerspiele in Paris. Im Turnier belegte seine Mannschaft den 3. Platz.